# 内尔维亚诺
内尔维亚诺（義大利語：Nerviano），是意大利米兰省的一个市镇。总面积13.48平方公里，人口17415人，人口密度1291.9人/平方公里（2009年）。国家统计（ISTAT）代码为015154。